# Retable Bladelin
Le retable Bladelin est un retable réalisé vers 1450 par le peintre flamand Rogier van der Weyden. Ce triptyque en chêne se compose de peintures à l'huile figurant l'Enfant Jésus à diverses occasions. Achetée en 1834 à Bruxelles, en Belgique, l'œuvre est conservée à la Gemäldegalerie, à Berlin, en Allemagne.
Le panneau central est une Nativité montrant l'adoration du petit Jésus par Joseph, des anges, Marie et un donateur. Le volet de gauche représente l'apparition de la Madone, à travers une fenêtre, à la sibylle Albunéa et à l'empereur romain Auguste. Celui de droite s'apparente à une Adoration des mages.